# Diecezja Waterford i Lismore
Diecezja Waterford i Lismore (ang. Diocese of Waterford and Lismore, irl. Deoise Phort Láirge agus Leasa Móire, łac. Dioecesis Vaterfordiensis et Lismoriensis) – diecezja Kościoła katolickiego w Irlandii w metropolii Cashel-Emly.